# はちぶんぎ座ニュー星
はちぶんぎ座ν星 (ν Octans) は、はちぶんぎ座の恒星で4等星。
この星は分光連星で、周囲には未確認の太陽系外惑星が一つ発見されている。

## 天球上での位置

星座内での位置（νで表される）

はちぶんぎ座ν星は南天の星の一つで、赤経-77度23分という天の南極に近い位置にある。このため北半球の大部分では観測できない。4等星で目立つ星ではないが、明るい星の少ないはちぶんぎ座の中では最も明るい。

## 伴星と未確認の惑星
はちぶんぎ座ν星は分光連星で、恒星質量の伴星が離心率0.24の軌道を2.9年周期で公転している。
2009年、はちぶんぎ座ν星の視線速度に418日周期の変動が存在するという研究が発表された。418日という周期は伴星の公転周期と2:5の共鳴関係にあるように見える。研究者らは原因として、恒星の活動や自転の影響も検討したが、最終的に太陽系外惑星に起因する可能性が高いと結論した。
仮に惑星が存在すれば、木星の2.4倍の質量を持つガス惑星で、半径1.2天文単位の軌道を418日で一周していると考えられている。伴恒星の近点距離は1.9天文単位であるため、仮説上の惑星はそのすぐ内側の共鳴軌道を周回していることになる。このような伴星に近い軌道は不安定で、現行の惑星形成や軌道安定性の理論からは説明しづらい。
2010年、はちぶんぎ座ν星系の安定性に関するシミュレーションが発表された。この研究では惑星が伴星と同じ方向に公転している場合は安定した軌道に留まれないことが示された。一方で惑星が伴星の公転と逆向きに公転していれば、60%の可能性で軌道を維持できることが明らかになった。